# Juraj VII. Turzo
Jiří VII. Thurzo (maďarsky Thurzó György, slovensky Juraj Turzo) (2. září 1567 Lietavský hrad – 24. prosince 1616 Bytča) byl od roku 1606 hrabě a uherský palatin, v letech 1585–1616 hlavní župan Oravy. Byl synem Františka I. Thurza a Kateřiny Zrinské.
Patřil k nejmocnějším magnátům Horních Uher a bojoval proti Turkům, zúčastnil se všech významných bitev tzv. dlouhé turecké války. Vynikl jako stavovský a zemský politik a diplomat, v moderní slovenské historiografii je zdůrazňována také jeho role podporovatele Slováků. Zastával významné úřady v zemské správě i u královského dvora. Od roku 1598 byl rádcem císaře Rudolfa II., od roku 1599 královským číšníkem. Významně se podílel na obraně Uher proti Turkům a tomu odpovídalo i jeho postavení během válečných kampaní: od roku 1602 byl kapitánem předdunajského vojska a hlavním velitelem novozámecké posádky.
Byl předním stoupencem luterského protestantismu. V době, kdy vykonával úřad uherského palatina, se aktivně podílel na reformě struktur luterské církevní správy, která byla již déle nezávislá na římskokatolické církvi, a zasadil se o sjednocení hornouherských evangelíků. V Žilině se pod jeho patronátem konala od 28. do 30. března 1610 ustavující synoda Evangelické církve na Slovensku (tzv. Žilinská synoda).